# 福克斯湖 (伊利諾伊州)
福克斯湖（英語：Fox Lake）是位於美國伊利諾伊州萊克縣和麥克亨利縣的一個村落。

## 地理
福克斯湖的座標為42°24′12″N 88°10′58″W / 42.40333°N 88.18278°W，而該地最高點為海拔高度224米（即735英尺）。

## 人口
根據2010年美國人口普查的數據，福克斯湖的面積為24.33平方千米，當中陸地面積為20.17平方千米，而水域面積為4.16平方千米。當地共有人口10579人，而人口密度為每平方千米434人。